# Base aérienne Ching Chuang Kang
La base aérienne Ching Chuang Kang est un aéroport situé à Taichung, sur l'île de Taïwan. Elle est utilisée par la Force aérienne de la république de Chine. Elle tient son nom du général Qiu Qingquan, tué durant la guerre civile chinoise.

## Histoire
Le précurseur de la base aérienne Ching Chuang Kang est construit en 1936, sous la domination japonaise, près de Kōkan (en japonais : 公館), d'où son ancien nom d'aéroport de Kōkan. La construction de l'aérodrome commence en 1954 et reçoit la gestion de plusieurs projets entrepris, après que la situation entre Taïwan et la Chine continentale se tend au milieu des années 1950. La base aérienne est rebaptisée en son nom actuel le 20 mars 1966, en mémoire du général Qiu Qingquan de l'armée nationaliste pendant la guerre civile. À la fin des années 1990, la piste la plus longue à CCK mesurait 3 700 mètres.
Taïwan obtient un premier lot de F-104 Starfighters américains en 1960-1961, et reçoit finalement plus de 200 exemplaires de ces appareils, qui sont tous retirés du service au début des années 1990. Les Starfighters étaient exploités par la 2e/499e Tactical Fighter Wing à Hsinchu, la 3e/427e TFW à Ching Chuan Kang AB et la 5e/401e Tactical Combined Wing à Taoyuan.
En mai 1999, il est signalé que la Chine construit une réplique de Ching Chuan Kang AB près de l'aéroport de Dingxin (40,379°N 99,89°E) dans la province du Gansu, au nord-ouest, vraisemblablement pour former des unités chargées d'attaquer l'installation taïwanaise en cas de conflit.
La base abrite également les hélicoptères d'attaque AH-1W de la 602e brigade de l'Armée de terre.

## Record
Le 20 février 1972, le lieutenant-colonel Edgar Allison, de la United States Air Force (USAF), et son équipage de conduite réalisent un record homologué d'avion à turbopropulseurs de 14 000 kilomètres pour une distance sans escale. Le Lockheed HC-130H de l'USAF vola de la base aérienne de Ching Chuan Kang jusqu'à la Scott Air Force Base, dans l'Illinois aux États-Unis. En 2018, ce record tient toujours plus de 40 ans plus tard,.